# 스타일러스 매거진
스타일러스 매거진(영어: Stylus Magazine)은 음악 및 영화를 다루는 온라인 잡지로 2002년 토드 L. 번즈가 설립하였다. 저널, 매일 올라오는 4개의 음악 리뷰, 영화 리뷰, 팟캐스트, MP3 블로그, 글 블로그 등을 올렸다.
또한 스타일러스는 전 세계의 싱글을 살표보는 "싱글스 주크박스"와 개인적인 반응에 초점을 맞춘 칼럼인 "소울시킹"과 같은 일상적인 글을 올렸다. 팝매터스나 피치포크와 같은 다른 온라인 음악 잡지의 독자층까지는 도달하지 못했지만, 일정한 층의 독자가 존재하였다. 2006년 옵저버 뮤직 먼슬리는 인터넷에 가장 필요한 25개의 음악 웹사이트 중 하나로 스타일러스 매거진을 선정하였다.
스타일러스는 2007년 10월 31일 폐업하였다. 몇 년 간은 온라인 상태를 유지하였지만 새로운 글이 올라오지는 않았다.
2010년 1월 4일, 전 편집자였던 토드 번즈의 도움으로 스타일러스 매거진의 수석 작가였던 닉 소털은 지난 10년간의 음악을 검토한 새로운 목록 및 에세이 시리즈가 존재하는 스타일러드 디케이드를 런칭하였지만, 현재는 없어졌다. 싱글스 주크박스는 2009년 3월 따로 웹사이트로 독립되어 같은 작가들과 함께 시작되었고 현재에도 계속되고 있다.
스타일러스 매거진은 스타일러스 또는 바늘이라고 불리는 레코드와 접촉할 때 사용하는 부품에서 그 이름을 따왔다.